# Masaurhi Buzurg
Masaurhi Buzurg är en ort i Indien.   Den ligger i distriktet Patna och delstaten Bihar, i den nordöstra delen av landet, 900 km öster om huvudstaden New Delhi. Masaurhi Buzurg ligger 62 meter över havet och antalet invånare är 53 440.
Terrängen runt Masaurhi Buzurg är mycket platt. Runt Masaurhi Buzurg är det mycket tätbefolkat, med 1 221 invånare per kvadratkilometer. Närmaste större samhälle är Jahānābād, 16,2 km söder om Masaurhi Buzurg. Trakten runt Masaurhi Buzurg består till största delen av jordbruksmark.